# Standbeeld voor F.M. Wibaut
Het Standbeeld voor F.M. Wibaut is een bronzen beeld van Han Wezelaar, staande in Amsterdam-Oost.
Wezelaar kreeg van de Amsterdamse gemeente in 1959 de opdracht tot het vervaardigen van een beeld van Floor Wibaut. Op 24 juni van dat jaar maakte de gemeenteraad 60.000 gulden vrij voor een beeld. Het maken ervan nam een aanzienlijke tijd in beslag. Pas in februari 1966 ging men in Parijs aan de slag om aan de hand van een klein ontwerp het definitieve beeld te vervaardigen. In de tussentijd had de kunstenaar aan andere opdrachten gewerkt.
Op 18 maart 1967 werd het beeld van 3,50 meter hoogte op een sokkel van 1 meter breedte geplaatst nabij de spoorviaducten over de Wibautstraat. Twee kleinkinderen van Wibaut onthulden het beeld, nadat burgemeester Gijs van Hall een toespraak had gehouden. Bij de onthulling was al bekend dat het beeld snel verplaatst zou worden. Na verloop van tijd kwam het voor het Wibauthuis te staan.
Tijdens krakersrellen in 1982 werd het door krakers en/of sympathisanten van de krakers van de Blaaskop (een te sloop staand gebouw op de kop van de Blasiusstraat, Ruyschstraat en Wibautstraat) van de sokkel gehaald en naar hun pand gesleept onder het motto "Hoedt u voor de als links vermomde rechtsen, mijdt ze als de pest, want zij zijn erger dan de rest". Het beeld raakte daarbij beschadigd: het liep onder andere een deuk op in de linkerschouder, vlekken van rode en groene verf, en een geschaafde achterkant van het over de tegels slepen. In samenwerking met de kunstenaar werd het werk hersteld, kosten circa 30.000 gulden. Na twee a drie maanden kon het herstelde beeld op haar plaats voor het Wibauthuis weer opgericht worden.
In 2007 werd het beeld wederom verplaatst toen de Wibautstraat werd heringericht en het Wibauthuis zou worden gesloopt. Het beeld verhuisde tijdelijk naar de centrale opslagruimte van de gemeente, en werd in 2010 geplaatst op het Rhijnspoorplein nabij de Weesperpoortbrug in de Weesperstraat over de Singelgracht.
In september 2017, nadat de Wibautstraat geheel opgeknapt was, kwam het voorstel het beeld opnieuw te herplaatsen op de Wibautstraat. In juli 2018 is het beeld geplaatst in de middenberm van de Wibautstraat tegenover het Kohnstammhuis. Het kreeg toen een nieuwe sokkel van kunstenaar Hans van Houwelingen, tevens begeleider in de zoektocht naar de nieuwe plaats. 

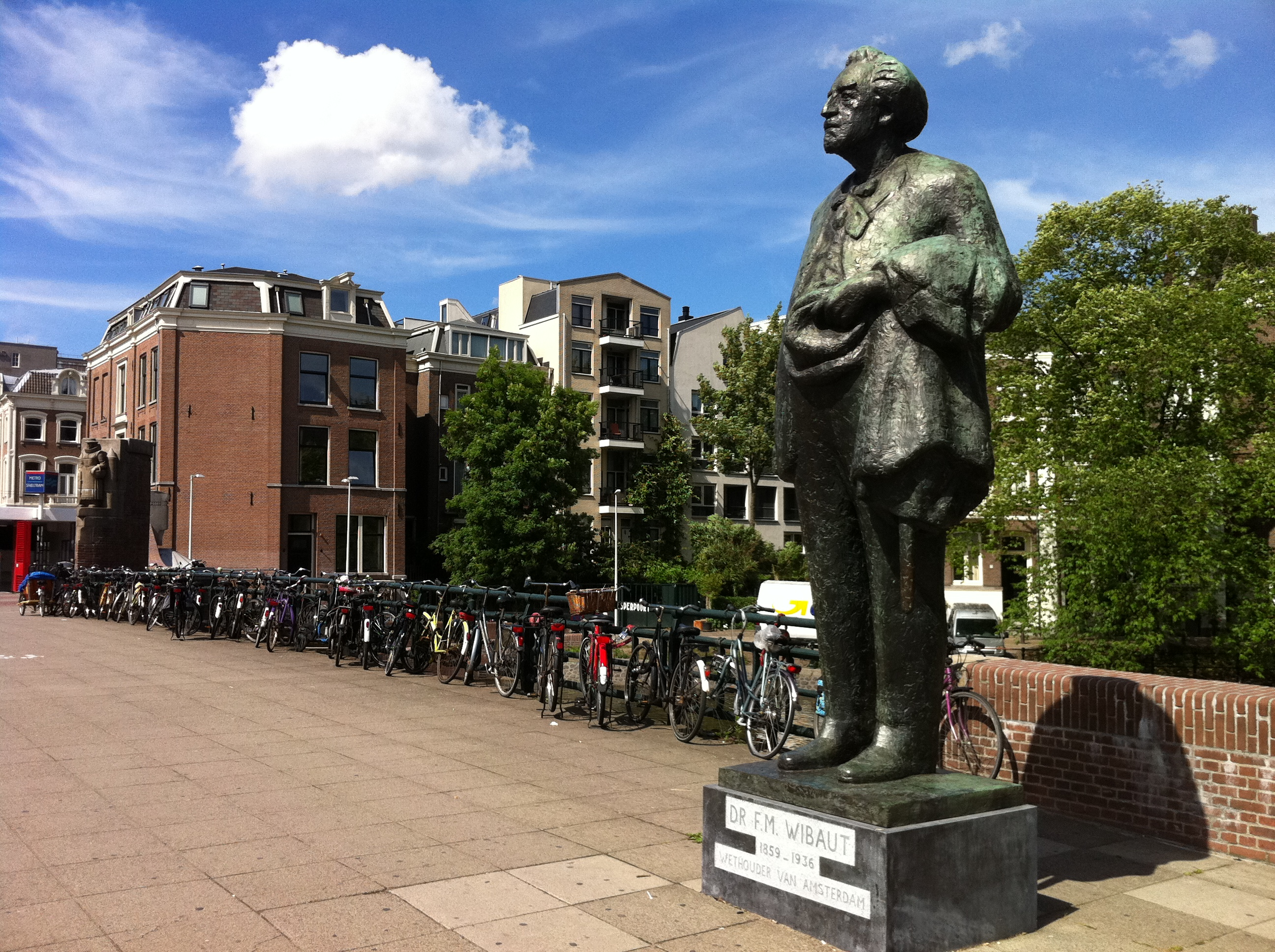
Wibaut op het Rhijnspoorplein (2011)